# Данило Николић (фудбалер)
Данило Николић (Београд, 29. јула 1983) српски је фудбалер.

## Трофеји и награде
Хапоел Хаифа
- Лига куп Израела: 2012/13.[5]

Пролетер Нови Сад
- Прва лига Србијеː 2017/18.[6]